# 東京経営大学
東京経営大学（とうきょうけいえいだいがく、英語: Tokyo Management University）は、東京都千代田区西神田二丁目2-10に本部を置く日本の私立大学。2025年創立、2025年大学設置。
学校法人大原学園によって設立された通信制大学。

## 概要
建学の精神
将来の社会発展・平和のために、学習意欲がある全ての世代の方に『いつでも、どこでも、誰もが』学べる学修機会を提供し、将来の社会発展・平和に寄与できる人材を育成する。

## 沿革
- 2024年8月 - 文部科学省大学設置・学校法人審議会より大学設置認可[2]。
- 2025年4月 - 大学設立[3]。

## 学部・学科
- 経営学部経営マネジメント学科
  - 経営研究専攻、税務・会計専攻、情報専攻、法律専攻の4つの専攻をもつ。

## 特色
授業およびレポート提出、試験はオンラインのみで卒業でき、通学によるスクーリングは不要としている。卒業とともに、学士（経営マネジメント学）の学位が授与される。

## 大学関係者と出身者
- 学長 中川和久